# Karl Kälin
Pour les articles homonymes, voir Kälin.
Karl Kälin ou Carl Kälin (Einsiedeln, 5 mai 1870-Bâle, 1er janvier 1950) était un prêtre jésuite, traducteur et écrivain suisse[réf. souhaitée].

## Biographie
Son père était l'écrivain Eduard Kälin.
Il fut ordonné prêtre en 1901 et exerça son ministère dans plusieurs églises en Suisse. Il était aussi rédacteur de la publication Die katholischen Missionen.

## Œuvres
- In den Zelten des Mahdi, 1904
- Der Sieger aus Futuna, 1926